# Cité florale
Ne doit pas être confondu avec Cité des fleurs ou Cité fleurie.
La Cité florale est un micro-quartier situé dans le 13e arrondissement de Paris, en France.

## Historique
La Cité florale est construite en 1928 sur une zone triangulaire, un ancien pré régulièrement inondé par la Bièvre. Cette particularité lui a valu de ne pas pouvoir abriter des immeubles : le quartier est donc intégralement urbanisé avec des petites maisons. Les riverains ont récemment embelli l'environnement en y mettant de nombreux bacs à fleurs.

## Description
La Cité florale est une cité privée située au sud du quartier de la Maison-Blanche, à proximité de la ligne de Petite Ceinture et des boulevards des Maréchaux ; le boulevard périphérique, le parc Montsouris, le stade Charléty et la Cité universitaire sont dans un proche voisinage.
Compris entre la rue Boussingault, la rue Auguste-Lançon et la rue Brillat-Savarin, ce petit quartier forme une zone triangulaire constituée de maisons individuelles aux jardins fleuris, accessible via de petites rues portant des noms de fleurs. La physionomie de cette zone est insolite, car entourée d'immeubles nettement plus modernes.

Cité florale, Paris.

Chacune des maisons qui composent la cité florale possède son propre jardin ; les rues sont pavées, possèdent des arbres et portent des noms de fleurs :
- Rue des Glycines
- Rue des Iris
- Rue des Liserons
- Rue des Orchidées
- Rue des Volubilis
- Square des Mimosas

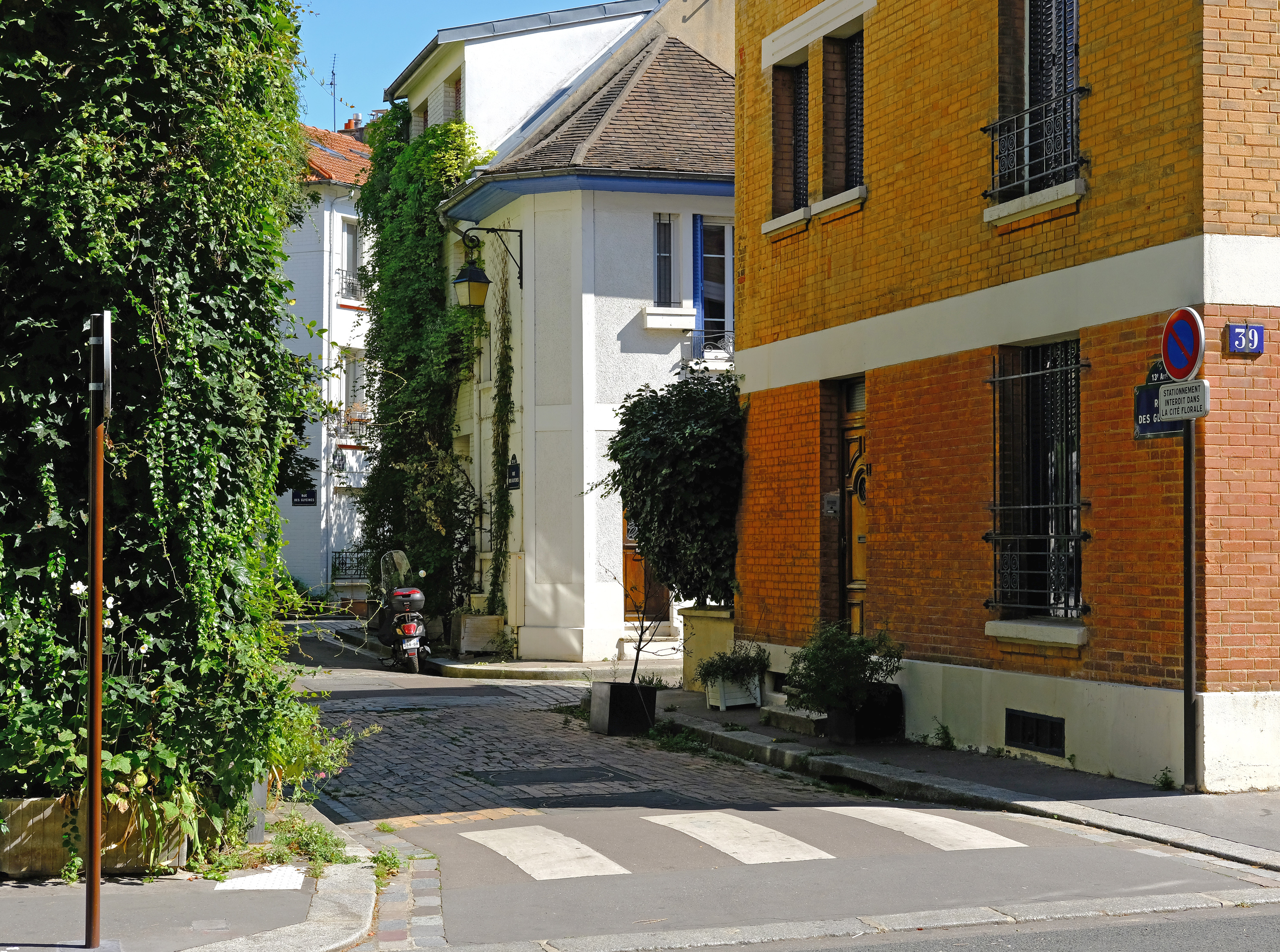
Rue des Glycines.
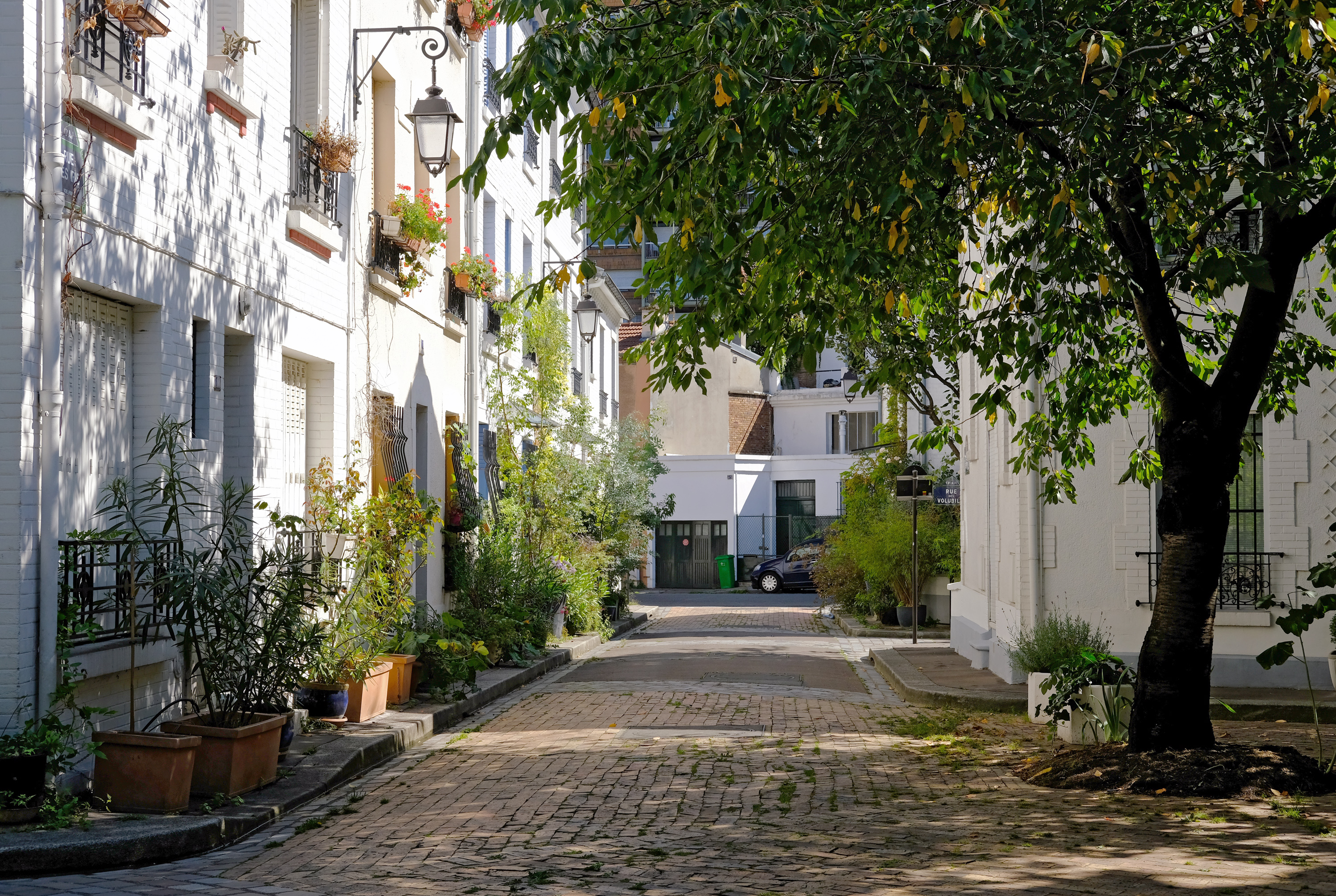
Rue des Iris.
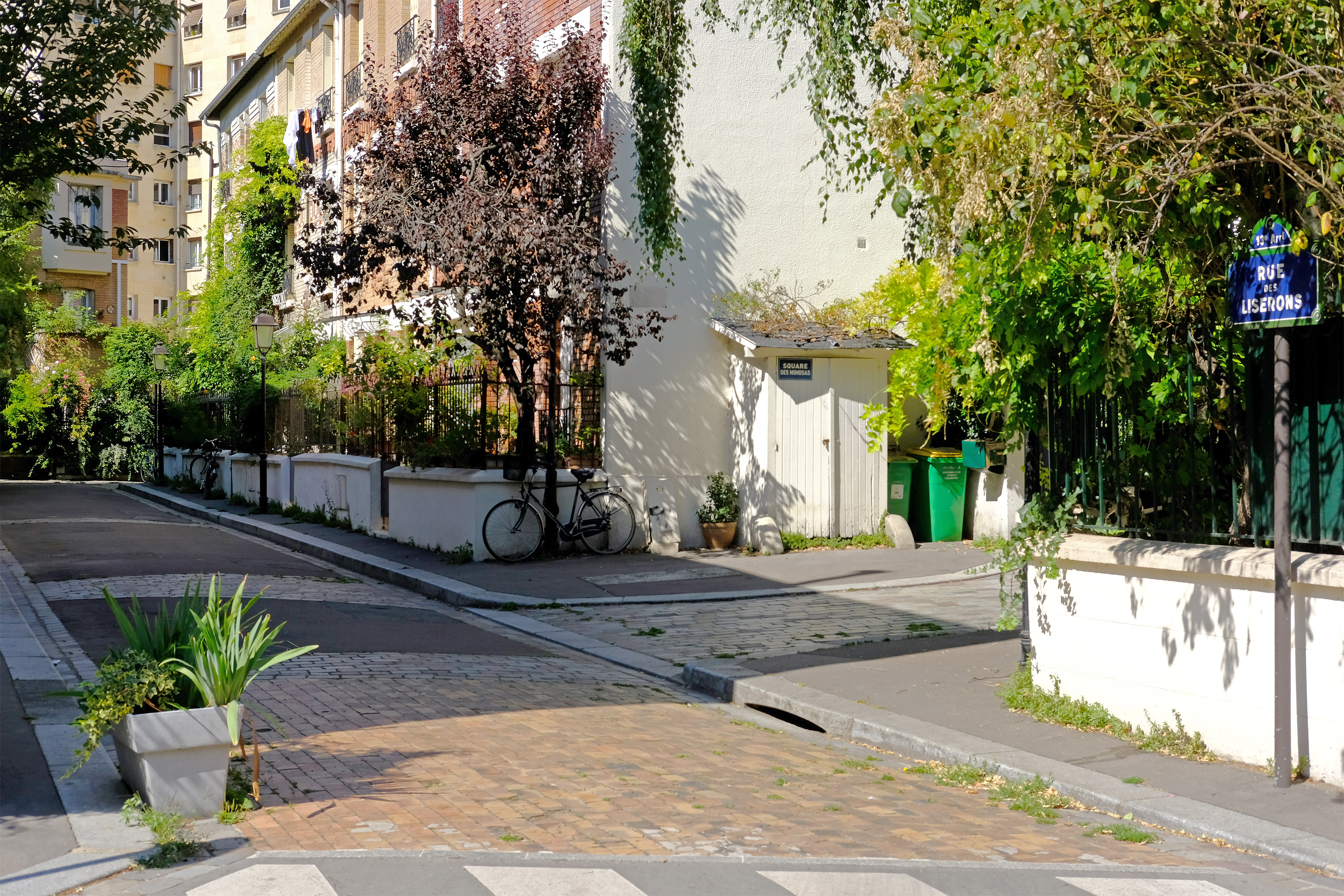
Rue des Liserons.

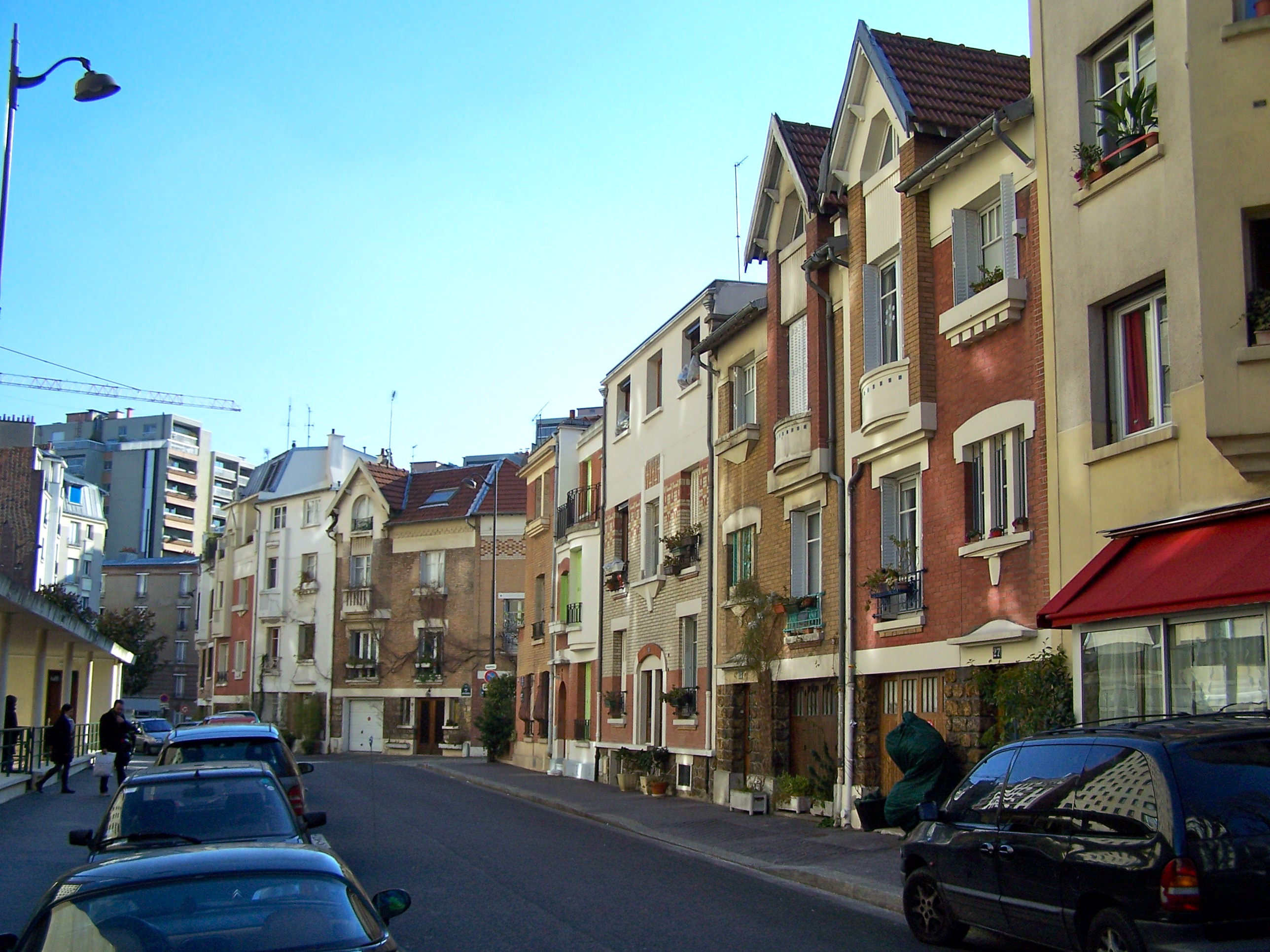
Rue des Orchidées.
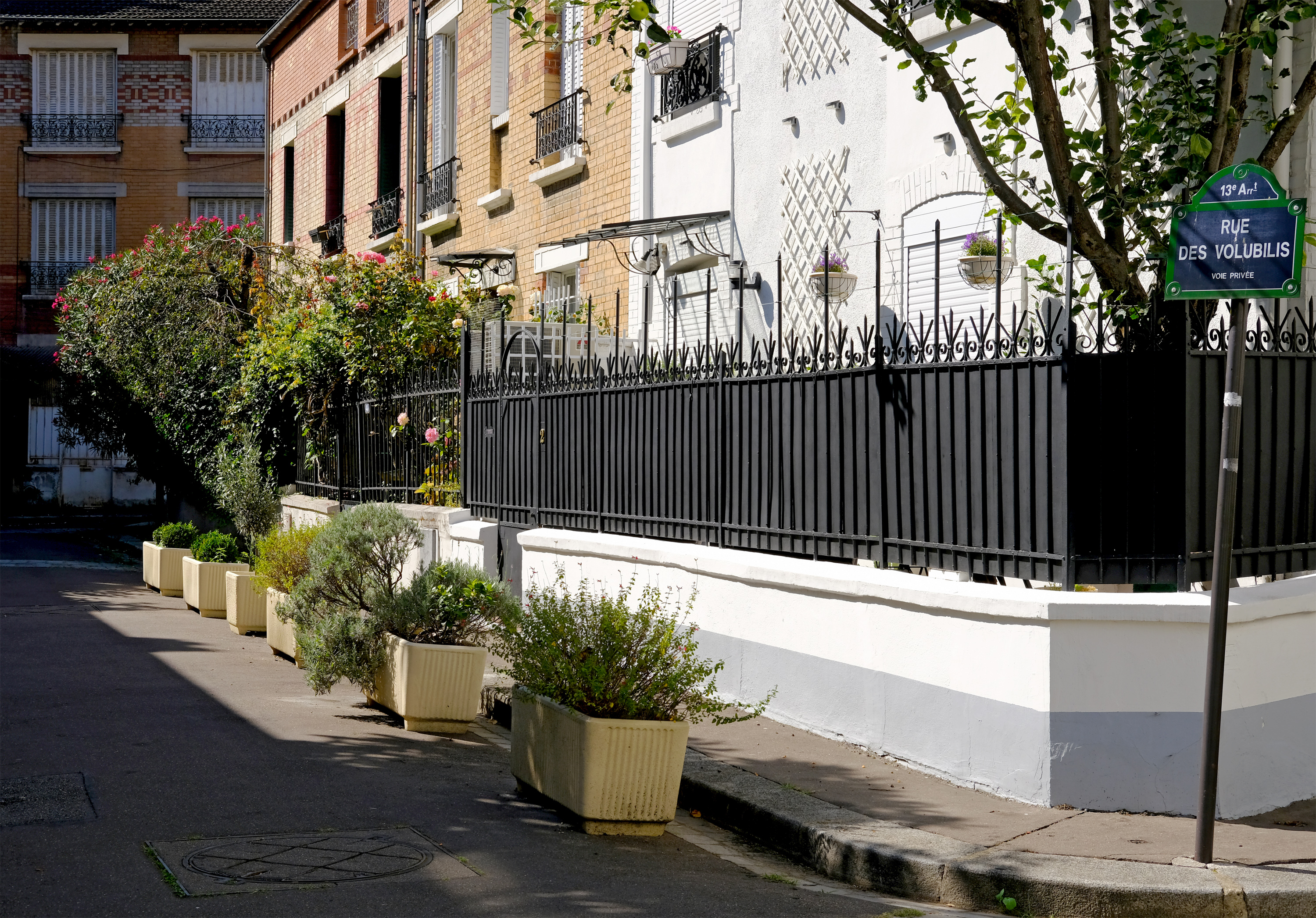
Rue des Volubilis.
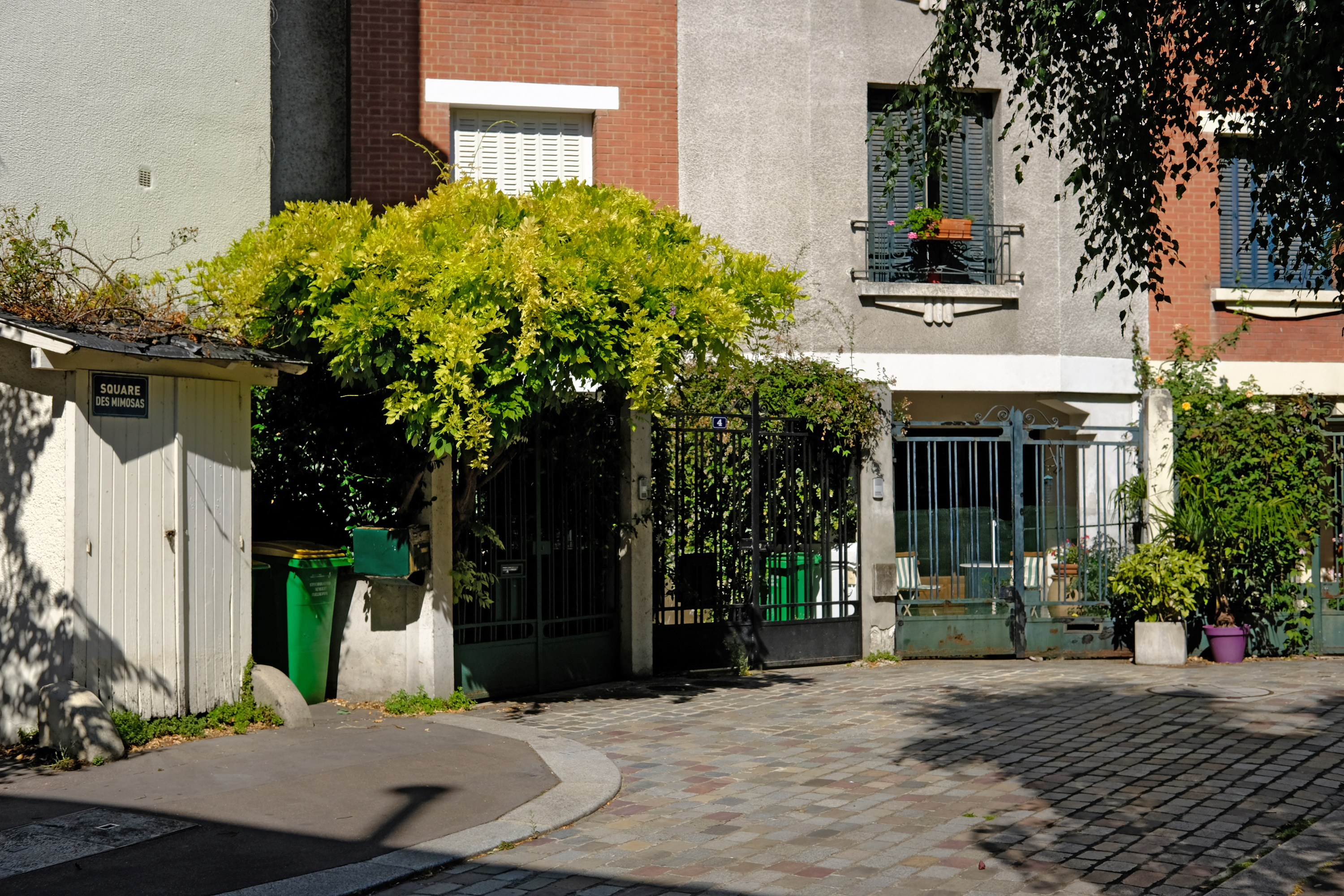
Square des Mimosas.

## Accès
La Cité florale est accessible par les rues Brillat-Savarin et Auguste-Lançon, juste à côté de la place de Rungis. Il est instamment demandé de respecter la quiétude des riverains en la visitant.
Les transports en commun les plus proches sont :
- RER : Gare de Cité universitaire (RER B) ;
- Métro : station Maison Blanche (ligne 7 et Ligne 14 );
- Tramway : station Stade Charléty (ligne T3a).